# Sitio de Tolón (1707)
El asedio de Tolón duró del 29 de julio al 21 de agosto de 1707 en el marco de la Guerra de Sucesión Española. Las fuerzas aliadas hubieron de levantar el asedio sin conseguir capturar la ciudad.

## Antecedentes
Pese a una cierta obstaculización por parte de Víctor Amadeo II de Saboya, el príncipe Eugenio de Saboya decidió cruzar el río Var el 11 de julio y llegó a Fréjus el 16 de julio de 1707, donde se unió a la flota británica que mandaba el almirante Shovell. Sin embargo, las tergiversaciones de Víctor Amadeo II de Saboya permitieron que los refuerzos españoles al mando del Duque de Berwick llegaran en socorro de la plaza de Tolón el 26 de julio, antes que los aliados.

## La batalla
El 14 de agosto, el mariscal Tessé volvió a ocupar las alturas de Santa Catalina, de importancia crucial, que los aliados habían tomado al asalto la semana precedente. Eugenio de Saboya, al comprobar que su retaguardia se veía amenazada y sus posibilidades de conquistar Tolón habían disminuido sensiblemente, abandonó el asedio el 22 de agosto de 1707 y se retiró detrás del río Var.
En esta batalla, el marino y futuro almirante español Blas de Lezo, recibió el impacto de una esquirla que le causó la pérdida del globo ocular izquierdo.

## Consecuencias
El intento de ocupar Tolón costó 10.000 hombres a Eugenio de Saboya y permitió que los ingleses dominaran en adelante el Mediterráneo, ya que los franceses además habían hundido sus navíos en el puerto de Tolón para evitar que la escuadra cayera en manos del enemigo.
- Datos: Q708610